# الأمير أحمد الدمرداش
الأمير أحمد الدمرداش المصري هو مؤرخ مصري، الأمير أحمد الدمرداش كتخدا عزيان تابع الأمير محمد ابن الجيعان رئيس ديوان الرزنامة سنة 1704م
من مؤرخي الأجناد في مصر في القرن الثامن عشر الأمير أحمد الدمرداش المتوفي سنة (1756م- 1169 هـ) ولد سنة (1686م- 1097 هـ) التحق بديوان الرزنامة سنة 1694م في وظيفة ابن خزنة وهي من صغرى وظائف ديوان الرزنامة
ثم التحق سنة 1711م باوجاق العزب وتدرج بالمناصب الي أن أصبح كتخدا.

## مؤلفاتة
- الدرة المصانة في أخبار الكنانة الذي يؤرخ لمصر بين سنتي 1689و1755 م.تحقيق عبد الرحيم عبد الرحمن عبد الرحيم(القاهرة: ،المعهد الفرنسي للآثار الشرقية 1989م).[2]